# Hüttenbach (Bayerische Schwarzach)
Der Hüttenbach ist ein Bach in der Oberpfalz in Bayern. Er entspringt nahe an der tschechischen Grenze als Schnabellohbach in einem Waldgebiet der Stadt Schönsee im Landkreis Schwandorf und mündet nach einem 11 km langen, recht genau südlichen Lauf durch zwei Landkreise und vier Kommunen mit zwei Namenswechseln vor dem Hauptort der Gemeinde Tiefenbach im Landkreis Cham von links in die Bayerische Schwarzach.

## Name
Der Hüttenbach wechselt auf seinem Lauf zweimal den Namen, auf seinem Unterlauf trägt er sogar zwei konkurrierende Namen.
Am Oberlauf, wo ihm im sumpfigen Waldgebiet Schnabellohe der Stadt Schönsee zahlreiche Nebenäste zulaufen, wird er Schnabellohbach genannt. Nach anschließendem Durchqueren des Gemeindegebietes von Stadlern bis kurz nach der Tabakmühle auf schon Weidinger Gemeindegrund heißt er dann Sägbach Unter diesem Namen passiert er das ehemalige Sägewerk Sägmühle. Kurz vor Löwenthal zweigt der ehemalige Mühlgraben der Mühle Löwenthal nach links ab. Der Hüttenbach fließt noch vor diesem Mühlenort mit dem von Nordwesten her kommenden Altbach zum Hüttenbach zusammen. Gleich nach Löwenthal an der Kreisgrenze zur Gemeinde Tiefenbach im Landkreis Cham mündet der Mühlgraben wieder in den Hüttenbach. Kurz danach fließt der Hüttenbach an der Hüttensäge vorbei, einem weiteren ehemaligen Sägewerk. Unter diesem endgültigen Namen Hüttenbach mündet der Bach dann auch.
Die Ortsnamen der Hüttensäge und der folgenden Einöde Hammerthal am Ufer bewahren die Erinnerung an die Eisen- und später Glashütten am Hüttenbach. Der letzte Siedlungsplatz am Lauf ist die Einöde Perlthal, deren Namen daher rührt, dass früher im Bach Perlen gezüchtet wurden, weshalb der untere Bachabschnitt auch Perlbach genannt wird.

## Verlauf
Die höchste Quelle des zunächst Schnabellohbach genannten Hüttenbaches liegt im Gebiet der Gemeinde Schönsee auf etwa 845 m ü. NHN nahe an einer verzogenen Waldwegkreuzung zwischen den beiden etwas über einen halben Kilometer entfernten Erhebungen des Weingartenfelses im Nordosten und der Gipfelkuppe des Reichensteins mit der Burgruine Reichenstein im Südwesten. Der junge Bach läuft zunächst westwärts bergab durch die Schnabellohe, nach etwa einem Kilometer nimmt er in einem flacheren, teils lichten Feuchtgebiet einige kleinere Nebenbäche auf und kehrt sich darin auf künftighin recht genau südlichen Lauf, der nur in leichtem Bogen etwas nach Westen ausholt.
Dieser führt nach Unterquerung der Staatsstraße 2159 Schönsee–Stadlern zunächst durch das wieder dicht bewaldete Kerbtal Hexenlohe, wonach er über die Stadtgrenze in die flachere Rodungsinsel der Gemeinde Stadlern eintritt. Dort passiert er am namengebenden Hauptort auf dem linken Hang vorbei nacheinander die Spindelmühle und die Bemmerlmühle, zuletzt unter wieder bewaldeten Unterhängen die Stadlermühle und die Tabakmühle. Danach quert er die Grenze zur Gemeinde Weiding, wo er zunächst im dichten Wald zieht und Sägbach genannt wird.
Früher stand gleich am linken Ufer der Ort Cäcilienthal, der abgegangen ist. Nachdem sich der Talgrund wieder geöffnet hat, passiert er die Einöden Sägmühle der Gemeinde, sodann Andreasthal. Südlich von Andreasthal zweigt nach links der Mühlgraben der ehemaligen Mühle Löwenthal ab. Der Bach selbst fließt bald mit seinem bedeutendsten Zufluss Altbach, der sich wenig zuvor aus den zwei langen Oberläufen Röthelbach und Mühlbach vereint hat, welche noch jenseits des Pfarrdorfes Weiding auf dem rechten Hang entstehen, zum nun Hüttenbach genannten Unterlauf zusammen. Der Mühlgraben mündet wenig abwärts bei Löwenthal ebenfalls in den Hüttenbach, der sodann die Grenze zur Gemeinde Tiefenbach im Landkreis Cham überschreitet.
In diesem füllt sich der Talgrund um die Hüttensäge teils mit Wald. Unterhalb der Hüttensäge im Tal zweigt der Mühlgraben der gleich folgenden Mühleneinöde Hammerthal nach links ab, der heute (2017) zur Stromerzeugung genutzt wird. Er fließt bei Hammerthal wieder zurück in den Bach. Hinter Hammerthal lässt der Hüttenbach den Wald hinter sich. Der Bach durchquert dann das Kirchdorf Schönau, den größten Ort an seinen Ufern. Dahinter passiert er noch die Einöde Perlthal. Einen guten halben Kilometer abwärts von ihr mündet der Hüttenbach von rechts und zuletzt Nordnordwesten auf etwa 497 m ü. NHN in die Bayerische Schwarzach, deren Länge und Teileinzugsgebiet bis dorthin der Hüttenbach-Strang recht nahekommt.

## Geschichte

### Hammer, Hütten, Sägewerke und Mühlen am Hüttenbach
Seit dem 14. Jahrhundert gab es am Schnabellohbach und Hüttenbach Eisenhämmer, Mühlen, Sägmühlen, Glashütten und Glasschleifen.
Die meisten dieser Betriebe gingen bis zum 19. und zum Anfang des 20. Jahrhunderts zugrunde.
In Schönau arbeitete eine Mühle noch bis in die 1970er Jahre.
Einige Betriebe nutzen die Wasserkraft des Hüttenbachs heute zur Stromerzeugung.
- Im 14. Jahrhundert wird erstmals ein Eisenhammer im Hüttenbachtal bei Schönau erwähnt.[10]
- Im Jahr 1680 wurde eine Glashütte in Schönau erwähnt.[11]
- Im 17. Jahrhundert gab es einen Eisenhammer in Hammerthal.[12]
- 1758 bis 1902 besaß die Familie Kolb eine Glasschleife am Hüttenbach in der Jägerleiten bei Schönau.[13]
- 1792 gab es in Schönau am Hüttenbach einen Mahl- und Sägmüller.[14]
- Die Sägmühle am Hüttenbach wurde 1792 als Mahl- und Sägmühle mit dem Besitzer Andreas Rohrmüller erwähnt, zu Weiding gehörig.[15]
- Die Stadlermühle am Hüttenbach wurde 1792 erwähnt.[16]
- Der Name Tabakmühle deutet auf die 1809 bestehende Tabakfabrik in Stadlern hin.[17]

### Perlenzucht im Hüttenbach
1729 fand der Inhaber der Herrschaft Tiefenbach, Herr Johann Wolfgang Erdenreich, die ersten Perlen im Hüttenbach.
Aus dieser Zeit stammen die Bezeichnungen Perlbach für den Hüttenbach und Perlthal für das untere Hüttenbachtal.
Die Perlenfischerei wurde durch Karl Albrecht, Herzog von Bayern persönlich streng geregelt.
Zur Abschreckung von Dieben wurden entlang des Baches drei Galgen aufgestellt, jeweils mit kurfürstlichem Wappen und mit folgender Inschrift: „daß bei Leib- und Lebensstrafe sothanen Bach niemand zu betreten sich unterstehen solle. – Wer Perlmuschel beschädigt oder entwendet, wird streng bestraft; dagegen der Aufbringer mit 5 – 12 Gulden belohnt.“
Da die Ufer des Hüttenbaches jedoch mit dichtem Wald und Gesträuch bewachsen waren, konnten Diebereien nicht verhindert werden. Es wurde nur alle zwei Jahre nach Perlen gefischt, damit diese Zeit hatten auszureifen. 1731 wurden 588 Perlen gefunden, 1733 waren es 839 Perlen. Der Österreichische Erbfolgekrieg und der Kampf gegen Franz Freiherr von der Trenck und seine Panduren verhinderten einige Jahre die Perlenfischerei. Im Jahr 1773 wurden im Hüttenbach und angrenzenden Gewässern 2125 Perlen gefunden. Danach ging die Perlenfischerei zurück und wurde schließlich aufgegeben.

## Zuflüsse
Besonders im Talabschnitt zwischen Stadlern und Löwenthal wird der Hüttenbach von links und von rechts von mehreren kleinen unbenannten Bächen gespeist.
Die von links mündenden Bäche entspringen östlich des Hüttenbaches am Westhang des Stadlerberges, in der Säglohe und im Hochschlag. Die von rechts mündenden Bäche entspringen westlich des Hüttenbaches an den Hängen des Reichenberg-Massivs, im Dachsbau und an den Hängen des Kleeberges. Gewöhnlich sind dies nur kleine Rinnsale, aber im Frühjahr zur Schneeschmelze und im Frühsommer bei heftigen Gewittern können sie größere Wassermengen zu Tale führen.
- Altbach (im Oberlauf: Röthelbach) von rechts zwischen Andreasthal und Löwenthal.
- von rechts ein unbenannter, etwa drei Kilometer langer Bach von der Wirthsmühle her kommend.